# И-215
И-215 — советский опытный одноместный двухмоторный реактивный истребитель-перехватчик, спроектированный в ОКБ Горьковского авиазавода № 21 (ОКБ-21) под руководством авиаконструктора Семёна Алексеева на основе захваченных чертежей и трофейных экземпляров серийного немецкого реактивного истребителя Ме-262. Самолёт И-215 был построен в двух экземплярах, он и его предшествующая версия И-211 в серийное производство не пошли.

## История создания

Проекции Су-9

Проекции Messerschmitt Me-262

### И-211
После Великой Отечественной войны Семёна Алексеева, работавшего в КБ-21 авиаконструктора Лавочкина, назначили в Горький на должность главного конструктора ОКБ серийного завода № 21. Совнаркомом перед ним была поставлена задача по разработке реактивного истребителя с более мощным двигателем, чем были захваченные немецкие образцы и их советские копии. Результатом работы Алексеева стал истребитель И-211 (который планировался к производству в нескольких вариантах) созданный на основе захваченных чертежей и трофейных экземпляров серийного немецкого реактивного истребителя Messerschmitt Me 262.
Схема самолёта И-211, напоминала самолёты Су-9 и Су-11 ОКБ Сухого с такой же силовой установкой, которые были построенные также на основе Ме-262. Таким образом, по сути была сделана очередная копия реактивного мессершмитта, который во время Второй мировой войны уже использовался в Люфтваффе в качестве многоцелевого самолёта воздушного боя, в вариантах истребителя, ночного перехватчика, бомбардировщика и разведчика.
Создание первых двух планеров было начато в конце 1946 года. Работа шла под сильным давлением министерства авиационной промышленности, которое требовало завершить первые лётные испытания к 1 августу 1947 года, чтобы 18 августа самолёт мог участвовать на авиашоу в московском Тушино. Первый планер использовали исключительно для статических испытаний. Второй был закончен и получил обозначение И-211 (И-21 версия 1). Так как разработка двигателя ТР-2 затягивалась, то на самолёт установили недоведённые двигатели ТР-1 разработанные под руководством конструктора А. М. Люльки. Несмотря на давление сверху, И-211 так и не выступил на авиашоу в 1947 году.

### И-215
Во время ремонта потерпевшего аварию И-211, было принято решение заменить на нём ненадёжные двигатели ТР-1 на недавно поступившие в СССР ТРД Роллс-Ройс Дервент V. В конце 1947 года, переоборудование и ремонт истребителя были завершены, после чего он был отправлен на заводские испытания. Главным лётчиком-испытателем был назначен А. А. Попов, кроме него на И-215 во время заводских испытаний летали А. А. Ефимов, С. Н. Анохин и М. Л. Галлай. Всего, с 18 апреля, по 20 июня было выполнено 26 полётов.
И-215 являлся одноместным перехватчиком, по формам и размерам повторяющий И-211, но с двумя двигателями «Дервент-V» (тяга 1590 кгс). В связи с установкой новых двигателей изменилась и топливная система, в частности был увеличен запас топлива. В носовой части фюзеляжа была размещена РЛС «Торий-1». Кабина лётчика была герметическая с катапультируемым креслом, при аварийном покидании самолёта, фонарь сбрасывался автоматически.
Вооружение было весьма серьёзным, так как истребитель предполагалось использовать для перехвата бомбардировщиков вероятного противника. В различных вариантах вооружение состояло из трёх 37-мм пушек Н-37 (боекомплект 3х30 снарядов) или двух 57-мм Н-57 (2х35 снарядов), или двух 57-мм 113П (2х35 снарядов).

### И-215Д
Третий прототип И-211 получил обозначение И-215Д (Дублёр) отличался использованием велосипедного шасси, значительно облегчавшего наземное маневрирование при рулёжке. Задняя стойка была сделана «приседающей» — это увеличило угол атаки крыла при разбеге. Этот прототип использовали для проведения испытаний шасси по проекту «Бомбардировщика 150» (Проект разрабатывался в ОКБ-1 доктором Брунольфом Бааде. Позже, на базе этого проекта в ГДР был создан пассажирский самолёт Baade 152). Эксперимент с такой схемой шасси был признан удачным и позже схема была использована на других самолётах.
Несмотря на то, что истребитель, за исключением нескольких недостатков удовлетворял заданию, а пилоты положительно отзывались нём, к середине 1948 года И-215 уже отставал от возросших требований ВВС СССР. После закрытия ОКБ-21 в 1948 году, все работы по дальнейшему развитию истребителя были свёрнуты.

### И-212
Ещё одним вариантом развития истребителя И-211 стал И-212. Он был той же схемы, но двухместный, многоцелевой с двумя двигателями
Rolls-Royce Nene I. За кабиной лётчика располагалась кабина стрелка-радиста, управляющего стрельбой из двух спаренных пушек Б-20 с боезапасом по 150 снарядов на ствол, подвижных в вертикальной плоскости, в крайней задней точке фюзеляжа, посредством дистанционного управления. Экипаж располагался спиной к спине. Остальное вооружение состояло из одной пушки Н-37 (75 снарядов) и двух НС-23 (по 100 снарядов), установленных неподвижно в носу фюзеляжа. Кроме того, на подкрыльевых держателях могли подвешиваться топливные баки или две 500 килограммовые бомбы.
И-212 был достроен 1948 году, но его испытания ограничились наземными рулёжками. Как и в случае с И-215, после закрытия ОКБ-21 работы по И-212 были свёрнуты.

## Конструкция
И-211/215 представлял собой двухмоторный, цельнометаллический, одноместный реактивный истребитель с прямым крылом. Двигатели были смонтированы спереди крыльев на расстоянии одной трети длины крыла от фюзеляжа. Хвостовое оперение крестообразное. Корпус самолёты был выполнен из алюминиевого сплава Б-95. Для сильно нагруженных деталей применялась высокопрочная сталь. Также в конструкции использовался магниевый сплав. Истребитель имел трёхопорное шасси со спаренными колёсами, которое, при помощи гидропривода, убиралось в фюзеляж. По бокам сзади фюзеляжа были установлены аэродинамические тормоза которые также имели гидравлический привод.

## Тактико-технические характеристики
Приведены данные заводский испытаний.
Источник данных: Gordon, 2002; Шавров, 1985.

Технические характеристики
- Экипаж: 1 пилот
- Длина: 11,54 м
- Размах крыла: 12,25 м
- Высота:
- Площадь крыла: 25,0 м²
- Масса пустого: 4000 кг
- Нормальная взлётная масса: 6890 кг
- Масса топлива во внутренних баках: 1880 кг
- Силовая установка: 2 × ТРД Rolls-Royce Derwent V
- Тяга: 2 × 15,6 кН (1590 кгс)

Лётные характеристики
- Максимальная скорость:  
  - у земли: 970 км/ч
  - на высоте 4000 м: 947 км/ч
- Практическая дальность: 2300 км
- Практический потолок: 14 000 м
- Время набора высоты: 5000 м за 2,96 мин
- Нагрузка на крыло: 280 кг/м²
- Тяговооружённость: 0,45
- Длина разбега: 900 м
- Длина пробега: 920 м

Вооружение
- Стрелково-пушечное: 3 × 37 мм пушки Н-37 с 30 снарядами на ствол или 2 × 57 мм пушки Н-57 с 35 снарядами